# Манастир Грнчарица
Манастир Грнчарица је женски манастир Српске православне цркве, припада Епархији Шумадијској. Посвећен је Светом Николи. Налази се у селу Прњавору које је удаљено око 10 km од Баточине и око 15 km од Крагујевца.
Манастир представља непокретно културно добро као споменик културе.

## Историја
По легенди манастир је подигнут за време краља Драгутина крајем XIII или почетком XIV века. Легенда каже да је манастир прво био подигнут на Чукари код извора Младенова вода. У најезди Турака црква је срушена и од њеног материјала подигнута је нова Грнчарица на данашњем скровитом месту.
Ипак вероватније је да је манастир Грнчарица саграђен средином XVI века, након обнове Пећке патријаршије. Према натпису изнад улазних врата, Грнчарица „сазда се и пописа” за време турског султана Сулејмана Величанственог трудом и настојањем игумана Максима и његовог братства. Међутим треба напоменути да се реч „сазда се” користила и када се црква обнављала после рушења или запустелости.
Манастир је у турском попису 1739/41 означен као манастир Светог Николе код села Грнчарице, али пуст. Манастир је највероватније поново оживео крајем XVIII века, у време владавине београдског везира Хаџи Мустафа-паше који је остао запамћен по благом односу према српској раји, због чега су га и називали „српском мајком”.
Не зна се како, али 1835. године Грнчарица није сматрана манастиром, већ само парохијском црквом. Са доласком Уставобранитеља уређен је положај Грачанице и она је опет постала манастир.
Крагујевачки професор Јосиф Веселић је 1861. и 1862. посетио и описао манастире у Србији. Описујући Грнчарицу је рекао да су зидови били прости, груби и испуцали, много оштећени, премазани, али и са сачуваним старим сликама. У средини је висио позлаћени и лепо украшени полијелеј, као и други који се налазио у припрати црквеној. Патос је од цигле, а амвон од студеничког белог и модрог мермера. Манастир је имао све нужне црквене књиге са три јеванђеља. На зидовима има доста нечитљивих натписа, а најбоље се чита онај у коме се говори о обнови манастира за време Сулејмана Величанственог. Веселић такође каже да се сигурно зна да је манастир спаљен у Кочиној Крајини.
Од имања наводи да има два здања, једно на спрат, два шљивара, казанџиница, амбар за кукуруз, стаја за стоку, пећ за хлеб, зграда за школу, 25 коса ливаде у Лепеници, 300 плугова забрана, 15 плугова зиратне земље, 30 мотика винограда, већа башта поред манастира и нов рибњак са неколико врста риба и раковима.
Током Првог светског рата аустроугарска војска је опустошила манастир, спалила архиву и однела три звона. Манастир је исту судбину доживео и током Другог светског рата. Немци су прогнали монахе, манастирске конаке и манастир запалили. После рата, 1946. године у запустели и разорени манастир долази игуманија Ефросинија (Миладиновић), са четири монахиње из Манастира Свете Петке у Извору код Параћина. Од тада Грнчарица постаје женски манастир.

## Архитектура
Манастирска црква је триконхалне основе, засведена полуобличастим сводом са витком осмостраном куполом изнад централног простора. Олтарска апсида и бочне конхе су споља и изнутра полукружне. На западу је масиван квадратни звоник са четири бифоре. Фасаде су без декоративне орнаментике. Кров је двосливан и покривен је поцинкованим лимом.
Живопис је дело Валеријана (Стефановића) првог Епископа шумадијског који га је урадио у другој половини XX века.